# Nikifor Krynicki
Nikifor Krynicki valójában Epifaniusz Drowniak (Krynica, 1895. május 21. – Folusz, 1968. október 10.) lemkó naiv festő.
40 000-nél is több képet festett: papírlapokra, füzetek lapjaira, cigarettás dobozokra, sőt még összeragasztott papírdarabokra is. Művészetének témái között önarcképek és Krynica panorámaképei szerepelnek, a fürdőhelyekkel, ortodox és katolikus templomokkal. Élete nagy részében alábecsülték, naiv festőként vált híressé.

## Élete
Nikifor magánéletéről kevés információ maradt fenn. Élete nagy részében egyedül élt Krynicában, mélyszegénységben, és mentálisan sérültnek számított. Nehezen beszélt és szinte analfabéta volt. Csak a későbbi években derült ki, hogy a nyelve valójában a szájpadlásához tapadt, ami miatt a legtöbb ember számára érthetetlen volt a beszéde. Első festményeit 1930-ban Roman Turyn ukrán festő fedezte fel, aki Párizsba vitte az alkotásokat. Ez némi hírnevet szerzett Nikifornak a Józef Pankiewicz körül alakult fiatal festők csoportja körében. Ez azonban nem változtatott a sorsán, mivel művészetét Lengyelországban továbbra is alábecsülték. Jerzy Wolff 1938-ban mégis lelkes kritikát közölt Nikifor művészetéről az Arkady havilapban, és megvásárolta néhány művét. A második világháború kitörése azonban megakadályozta, hogy Nikifor nagyobb ismertségre tegyen szert.
1947-ben a Visztula hadművelet során deportálták, amikor a lemkó és ukrán kisebbségeket a kommunista rezsim erőszakkal telepítette át Észak- és Nyugat-Lengyelországba, távol a délkeleti ősi szülőföldjüktől. Háromszor próbált visszatérni, és a hatóságok harmadszorra megengedték neki, hogy maradjon.
Nikifor 1960-ban találkozott Marian Włosińskival, egy Krynicában élő festővel. Utóbbi úgy döntött, hogy az életét az idős művész segítésének szenteli, és a legnagyobb lengyelországi galériákban népszerűsítette a műveit. Ez vezetett egy nagy és sikeres varsói kiállításhoz a Zachęta Művészeti Galériában. Nikifor 1968. október 10-én halt meg a Folusz faluban lévő állami idősek otthonában. A krynicai régi temetőben temették el.
Halála után Włosiński műveinek nagy részét megőrizte, és különböző múzeumoknak adományozta. A legteljesebb gyűjteményt a újszandeci Regionális Múzeumban és a krynicai Nikifor Múzeumban őrzik.
Fiatalon Nikifort egy helyi kórházban ápolták Krynicában, és a festményeivel fizetett a szolgáltatásokért.

## A neve
Nikifor neve és vezetékneve több mint fél évszázada vita tárgyát képezi, mivel nem voltak ismert rokonai vagy dokumentumai, és szinte írástudatlan volt. Műveit Nikifor, Netyfor vagy Matejko néven írta alá. 1962-ben a lengyelországi kommunista hatóságok önkényesen a Nikifor Krynicki (Krynicai Nikifor, a lakóhelye után) nevet választották, hogy útlevelet állíthassanak ki a számára. Ezt a cselekményt 2003-ban a lengyelországi Lemko Egyesület nyilatkozatát követően egy bíróság semmisnek nyilvánította. A bíróság azonosította azokat a dokumentumokat, amelyek szerint Nikifor Epifaniy Drovnyak (lengyelül Epifaniusz Drowniak) néven lett megkeresztelve, édesanyja pedig Eudokia Drowniak, egy lemkó asszony volt. A bírósági ítéletet követően a krynicai temetőben lévő sírján lévő nevet megváltoztatták. Sírkövén most két név szerepel: „Epifaniy Drovnyak” cirill betűkkel és „Nikifor Krynicki” latin betűkkel.

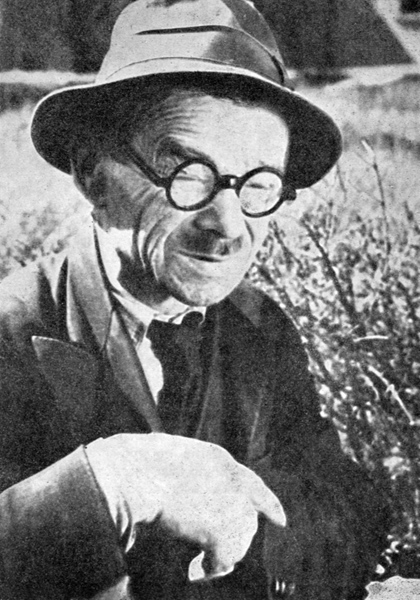
Nikifor 1966-ban
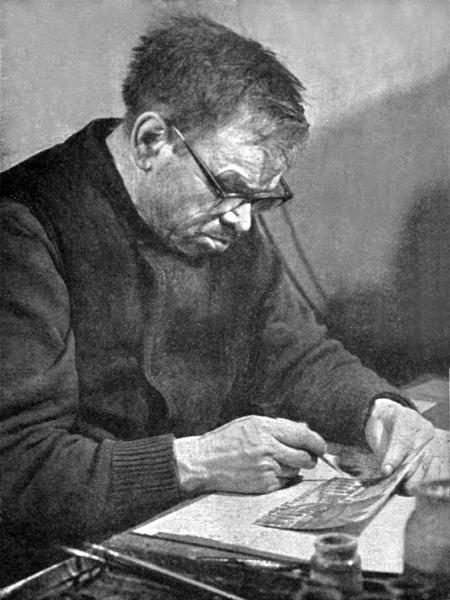
Munka közben
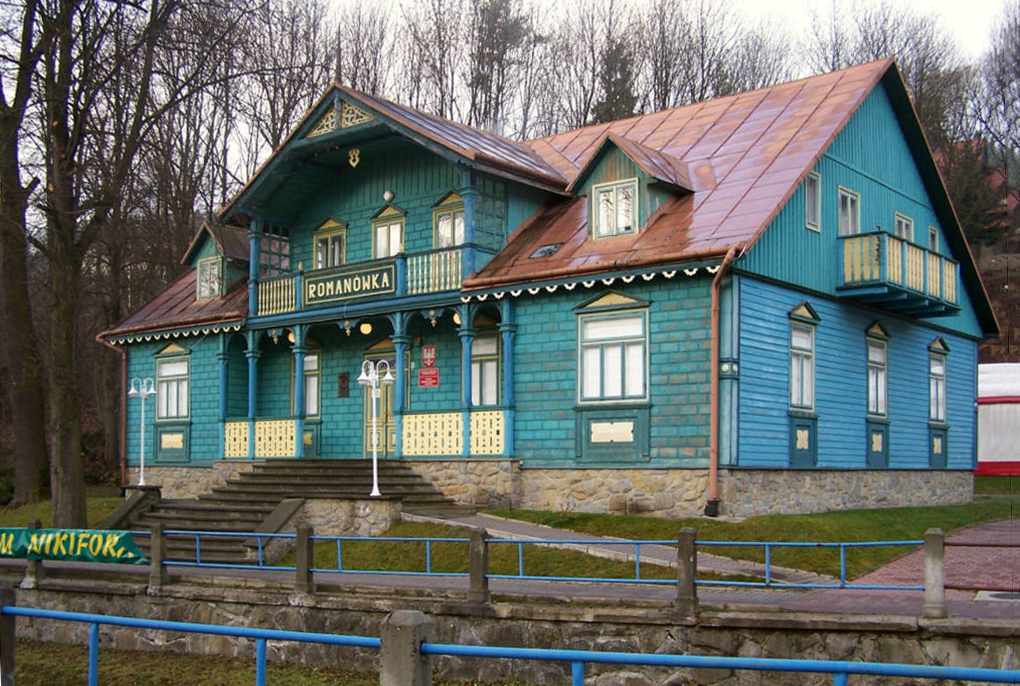
A Nikifor Múzeum Krynicán
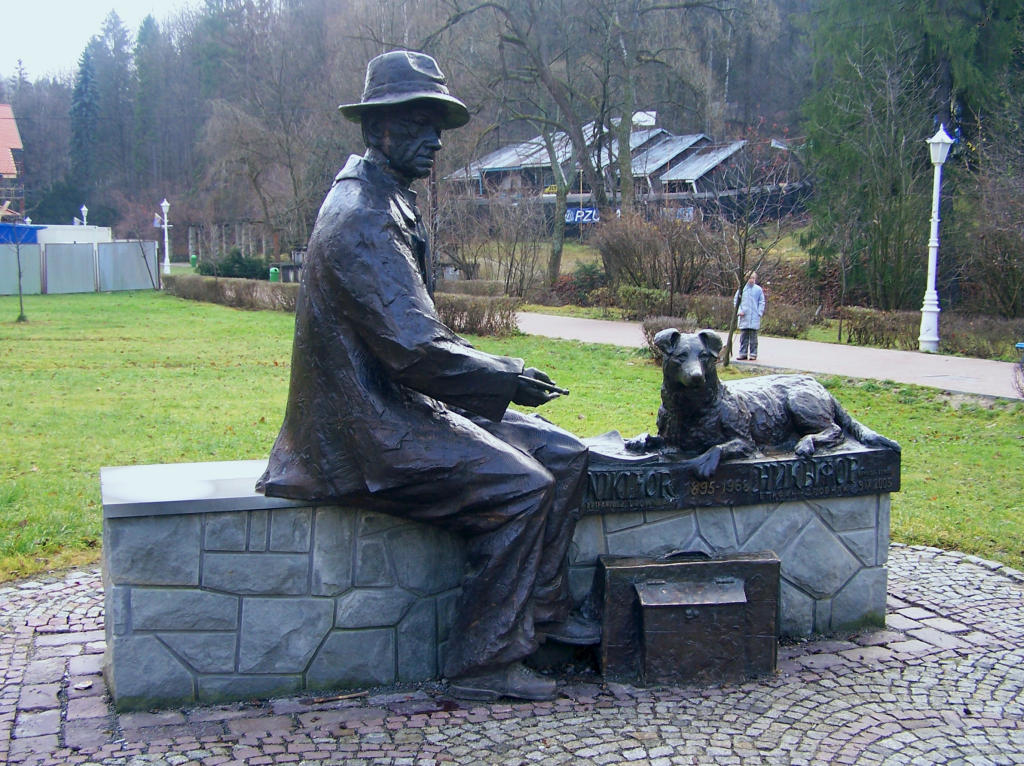
Emlékműve Krynicában
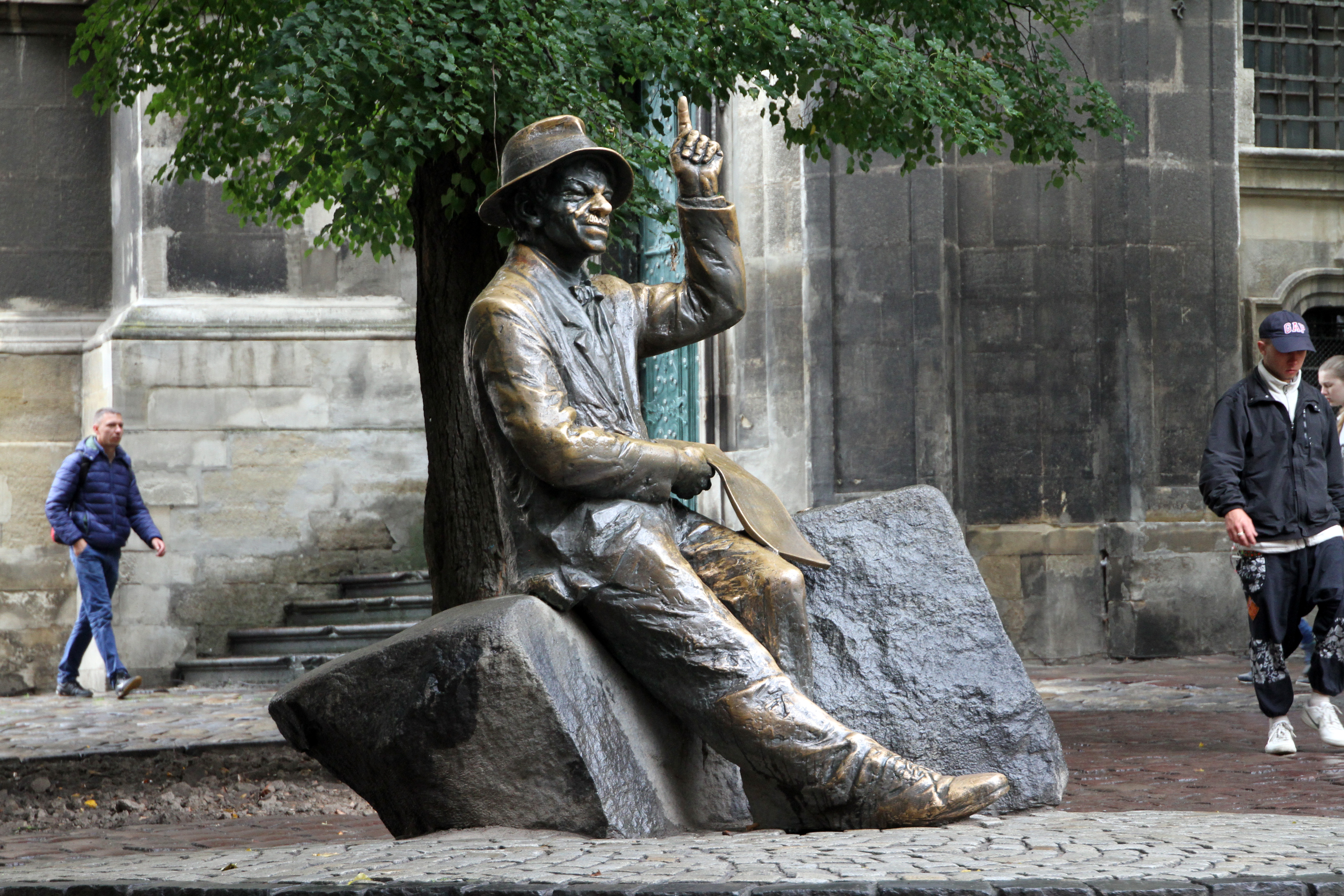
Emlékműve Lvivben
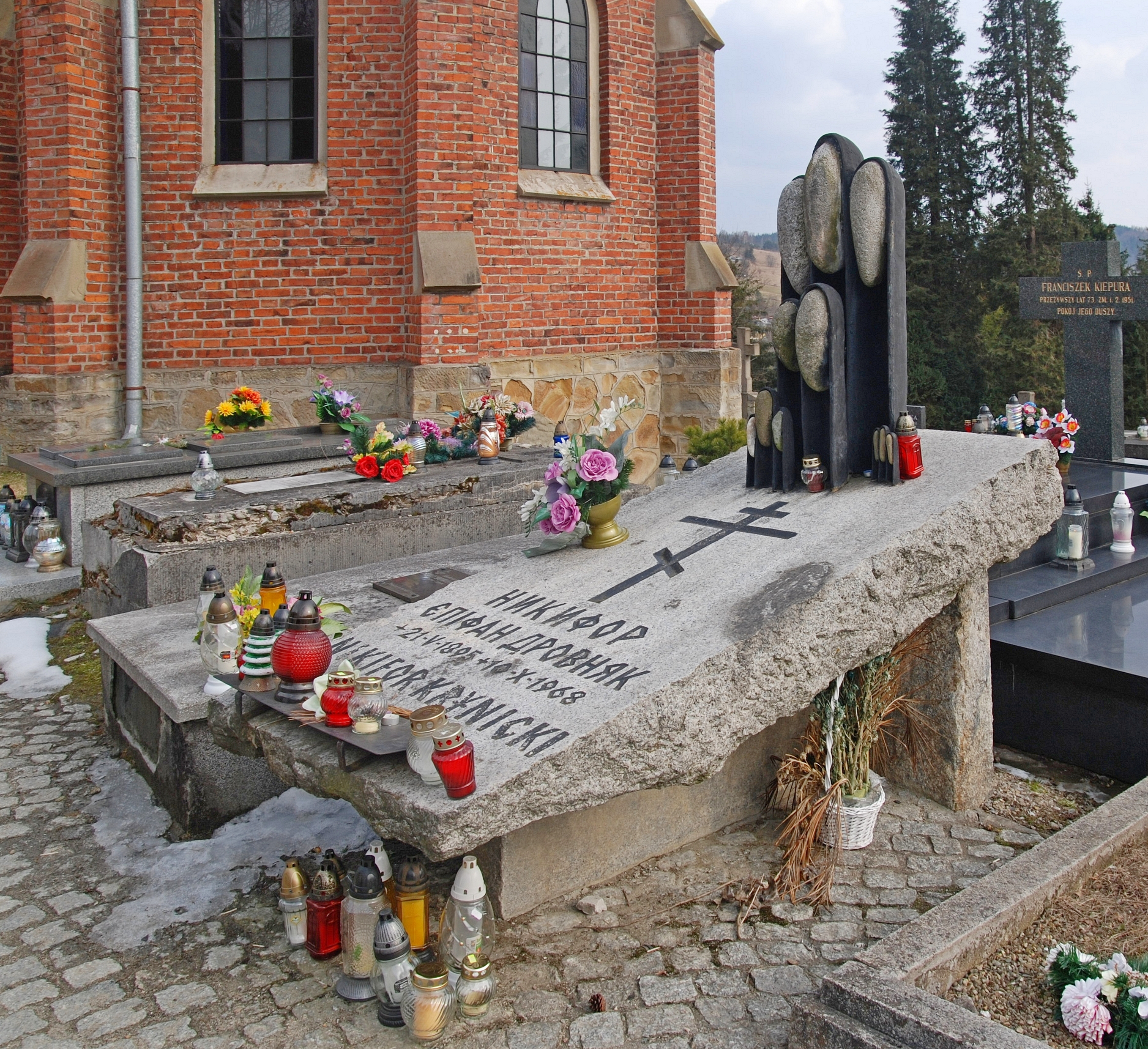
Sírköve a krynicai régi temetőben

## Fordítás
- Ez a szócikk részben vagy egészben  a   Nikifor című angol Wikipédia-szócikk ezen változatának fordításán alapul.  Az eredeti cikk szerkesztőit annak laptörténete sorolja fel. Ez a jelzés csupán a megfogalmazás eredetét és a szerzői jogokat jelzi, nem szolgál a cikkben szereplő információk forrásmegjelöléseként.